# Втори триумвират
Вторият триумвират е политически съюз между римските политици Октавиан, Марк Емилий Лепид и Марк Антоний, който управлява Римската република от 43 до 33 г. пр. н. е

## Легитимност
За разлика от Първия триумвират, Вторият е официална организация, която получава по законен път висшата власт в държавата. Специално е приет законът Lex Titia. Първоначално тримата триумвири получават власт, равна на консулската за 5 години, а след договора в Тарент през 37 г. пр.н.е., срокът се удължава за още 5 години.

## Разпад
Съюзът се разпада в резултат на противоречие между триумвирите. През 36 пр.н.е. след войната срещу Секст Помпей, Лепид предявява претенции към териториите контролирани от Октавиан, обвинен e в опит за заграбване на Сицилия и подклаждане на бунт и е отстранен от триумвирата. През 32 г. пр.н.е. противоречията между другите двама триумвири Октавиан и Марк Антоний, водят до избухването на нова кръвопролитна гражданска война.
Дион Касий дава подробности за причините за конфликта:
Причини за войната и недоверието се намериха. Антоний обвиняваше Цезар, че е отстранил Лепид от управлението на държавата и че си е присвоил земите и войската на Секст и Лепид, въпреки уговорката тя да остане обща за двамата. Затова той предявяваше претенции към половината от земята и войниците, тъй като те били рекрутирани в онази част на Италия, която била считана за обща собственост. Цезар пък обвиняваше Антоний, че е обсебил Египет и други някои страни, без да е хвърлян жребий, че е убил Секст (когото самият той уж бил пощадил милостиво) и че като е измамил, пленил и оковал арменския цар, е създал лоша слава на римския народ. Цезар също си искаше половината от плячката. Освен това, той винеше Антоний заради Клеопатра и децата ѝ, които бил припознал за свои... Ето в какви неща те взаимно се обвиняваха и по този начин търсеха да оправдаят някакси своето поведение...